# Macropus fuliginosus
Macropus fuliginosus é uma espécie de marsupial da família Macropodidae.
Endêmica da Austrália.